# Marktplatz (Luzk)
Der Marktplatz (ukrainisch Майда́н Ри́нок Majdan Rynok) von Luzk ist einer der ältesten und historisch bedeutendsten Plätze der ukrainischen Stadt. An diesem, im Spätmittelalter entstandenen, wirtschaftlichen Knotenpunkt der Luzker Gesellschaft hielt die Stadtverwaltung ihre Sitzungen ab. Handelsgüter aus vielen Städten Europas und dem Osten wurden umgeschlagen. Am Markt lagen die angesehensten und reichsten Stadtviertel.
Der Marktplatz litt mehrfach unter Brandkatastrophen. In der Mitte des 18. Jahrhunderts wurde mit dem niedergebrannten Rathaus auch der Markt bebaut, infolgedessen verlor der Markt an Bedeutung. Vor dem Zweiten Weltkrieg wurde noch Handel getrieben, doch nach dem Krieg schwand seine wirtschaftliche Bedeutung gänzlich. Heute ist der Markt restauriert.

## Geschichte

### Anfänge
Die Anfänge der ständigen Besiedlung gehen auf das Ende des 10. Jahrhunderts zurück. Im 12. Jahrhundert entstand ein reger Handel, an dem sich die Bevölkerung wie auch reisende Kaufleute beteiligten. Im 13. Jahrhundert verstärkte sich mit der wachsenden politischen Bedeutung der Stadt die Zusammenarbeit mit den mitteleuropäischen Städten. Die Stadt wurde in jeweils rund um die Gotteshäuser geordnete Stadtviertel eingeteilt.

### Magdeburger Recht

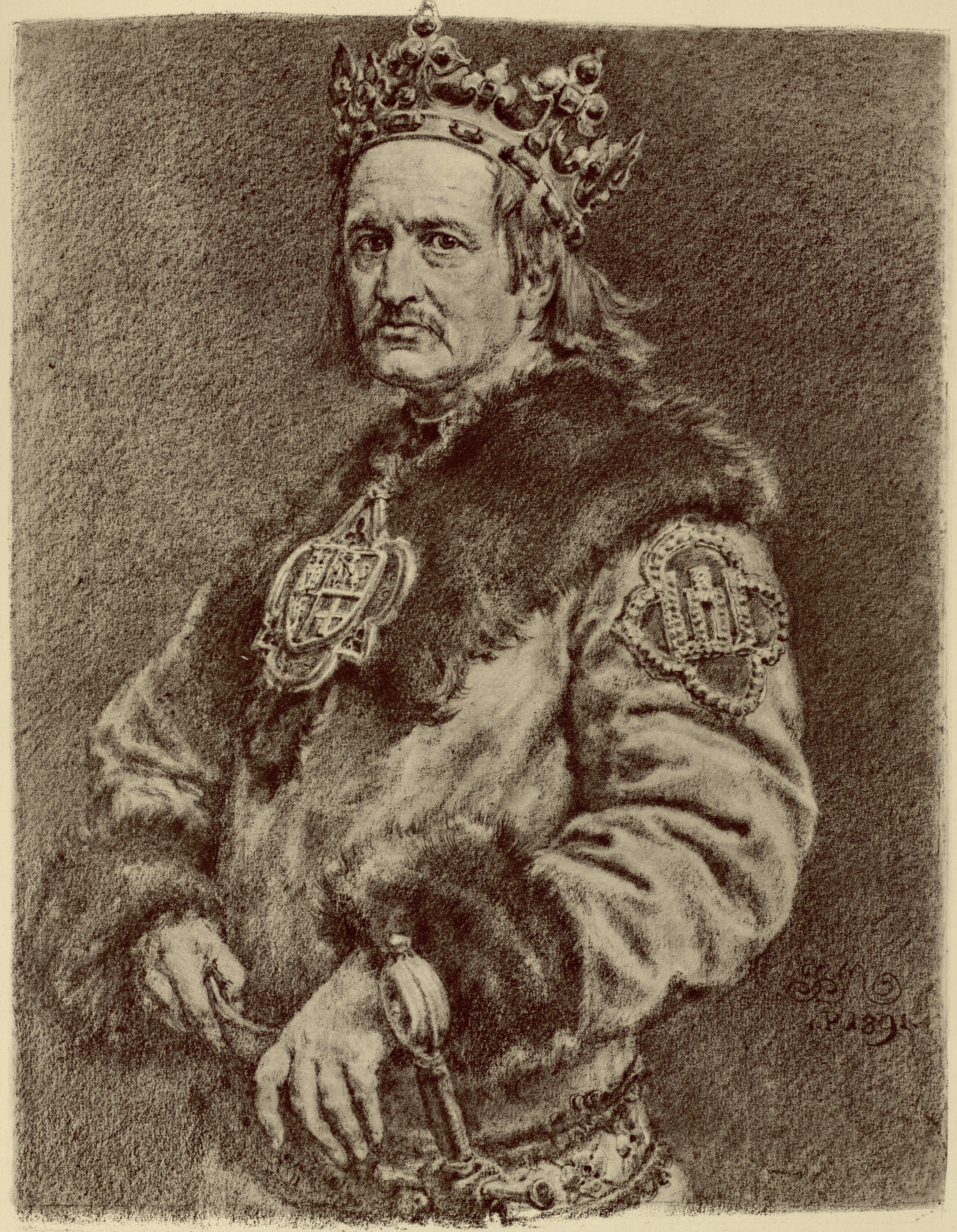
Jogaila

Im Jahr 1432 erhielt die Stadt von König Jogaila das Magdeburger Recht, das die tätige Mittelklasse — die Bürger – meist Handwerker und Kaufleute – privilegierte. Sie siedelten nicht mehr in der Stadt, sondern auf einem abgesonderten Platz hinter der westlichen Mauer der Okolner Burg. Dies wurde ihnen verboten. Dennoch strebten einige nach einer königlichen Ausnahmeerlaubnis. Der Klerus, die Vorstandsmitglieder, die Fürsten und Magnaten wohnten in der Regel auf dem Territorium der Burg. 
Das Magdeburger Recht stärkte und regelte die Rechte und Pflichten des Kleinbürgertums. Als Zentrum all dieser Prozesse diente der Marktplatz, weil die Repräsentanz des Magdeburger Rechtes hier ihren Sitz hatte. Der Markt spielte eine wichtige Rolle im politischen und wirtschaftlichen Leben der Stadt. Die Stadtbewohner wählten eine eigene Regierung – den Magistrat, der aus zwei Kammern bestand: aus der oberen Richterschaft (an der Spitze stand der Vogt) und dem unteren Rat (an dessen Spitze stand der Bürgermeister). Es wurden die eigenen Handelsmaßnahmen festgelegt. Der Markt wurde nicht nur für den Handel, sondern auch für die gesellschaftlich-politischen Veranstaltungen genutzt. Er diente als Verkündigungsort der Königs- und Magistratanordnungen, war Richtplatz und Versammlungsplatz. Im Rathaus wurde Recht gesprochen, man behandelte auch Konflikte mit fremden Kaufleuten.

### Geld

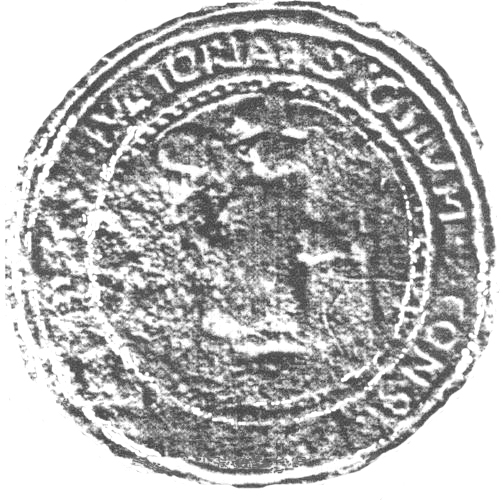
Stadtsiegel

Dreimal im Jahr wurde ein zweiwöchiger Jahrmarkt genehmigt. Im 15./16. Jahrhundert war der Markt reich an verschiedenen Währungen, die die Ausrichtung und politischen Beziehungen Wolhyniens widerspiegelten: Hrywnjas der Kiewer und Nowgoroder Art, Münzen und Soms der Goldenen Horde, Prager Geld, Litauer Denare, polnische Münzen. Der Lutschesk (alter Name von Luzk) hatte eine eigene Münzprägeanstalt, in der man 1385-1388 unter der Regierung von Vytautas die Münzen des Großfürstentums Litauen prägte.

### Handel
Die Stadt Luzk unterhielt Beziehungen mit den Hansestädten. Mitte des 14. Jahrhunderts wurden die Waren des Zollregisters der Stadt Toruń eingeführt. 1374 beförderte der Toruńer Ratsherr T. von der Linde eine Partie flämischen Stoffs nach Luzk. Ein Toruńer Kaufmann, Verwandter des Nikolaus Kopernikus, verstarb auf der Handelsreise in Luzk.

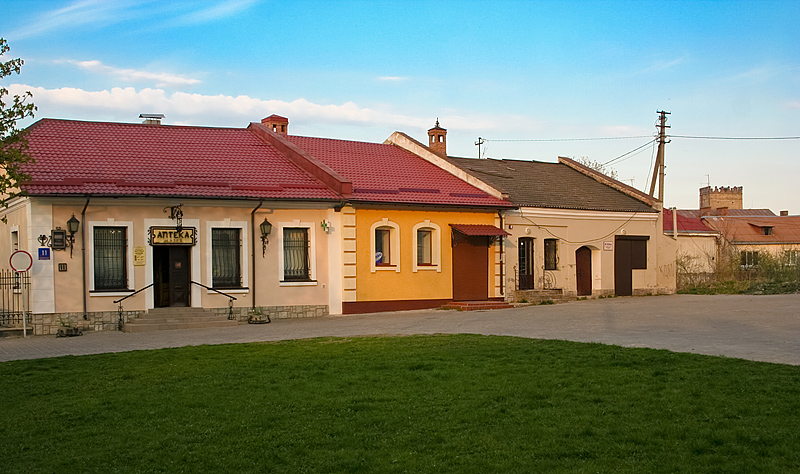
Lange Markt Haus

Unter den Fundsachen gibt es auch «Rheiner Steinwaren» aus den Hansestädten, die als rar in Osteuropa galten. Außer mit den Hansestädten handelte Luzk mit weiteren europäischen Städten und Ländern. Aus Frankreich wurden Wollstoffe und Baumwolle, der Wein, Zucker, goldene und kostbare Sachen, Heringe, Apothekerwaren mitgebracht. Aus Ungarn Wein, Kupfer und Messer, aus Böhmen Tuche. Nach Westen wurde Honig, Wachs, Fisch, Brot, Vieh, Leder oder Teer geliefert. Einige Jahrzehnte war Luzk das wichtigste Brot-Handelszentrum Wolhyniens. Besonders florierte der Handel mit nahgelegenen Städten wie Lublin, Kraków, Lemberg, Kamjanez-Podilskyj u. a.
Im Jahr 1795 annektierte das Russische Kaiserreich das Wolhyner Gebiet. Das Magdeburger Recht wurde abgeschafft.
In den 1930er Jahren handelte man noch auf dem Marktplatz. Es wurden ortsfeste Reihen aufgestellt. Während des Zweiten Weltkriegs diente der Platz als eines der drei Luzker Gettos. In den 1950er und Anfang der 1960er Jahre erbaute man an der Stelle des Rathauses eine Bushaltestelle. In der Mitte des Marktplatzes befand sich der Schwäne-Springbrunnen.

## Heute
Heute ist der Marktplatz zusammen mit dem Burgplatz ein gewöhnlicher Platz der Altstadt – es gibt hier weder Handel noch andere Veranstaltungen, die Stadtverwaltungsorgane verteilten ihren Sitz auf andere Stadtteile. Hier stehen überwiegend Wohngebäude, teilweise mit den Kellern aus den 16.–17. Jahrhundert. Das Apothekenmuseum befindet sich ebenfalls hier.

## Ansichten

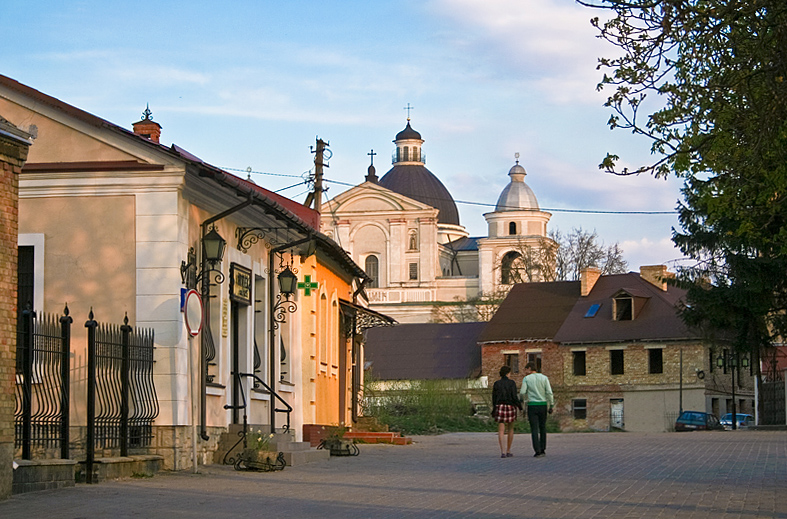
Kathedrale St. Peter und Paul (Luzk)
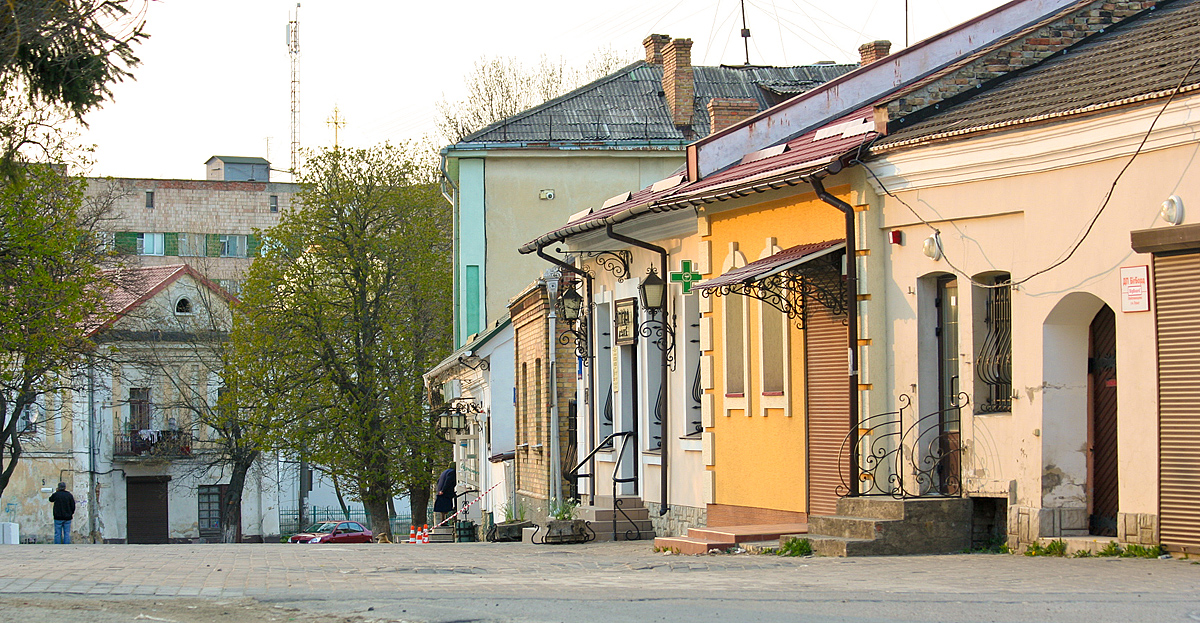
Straße
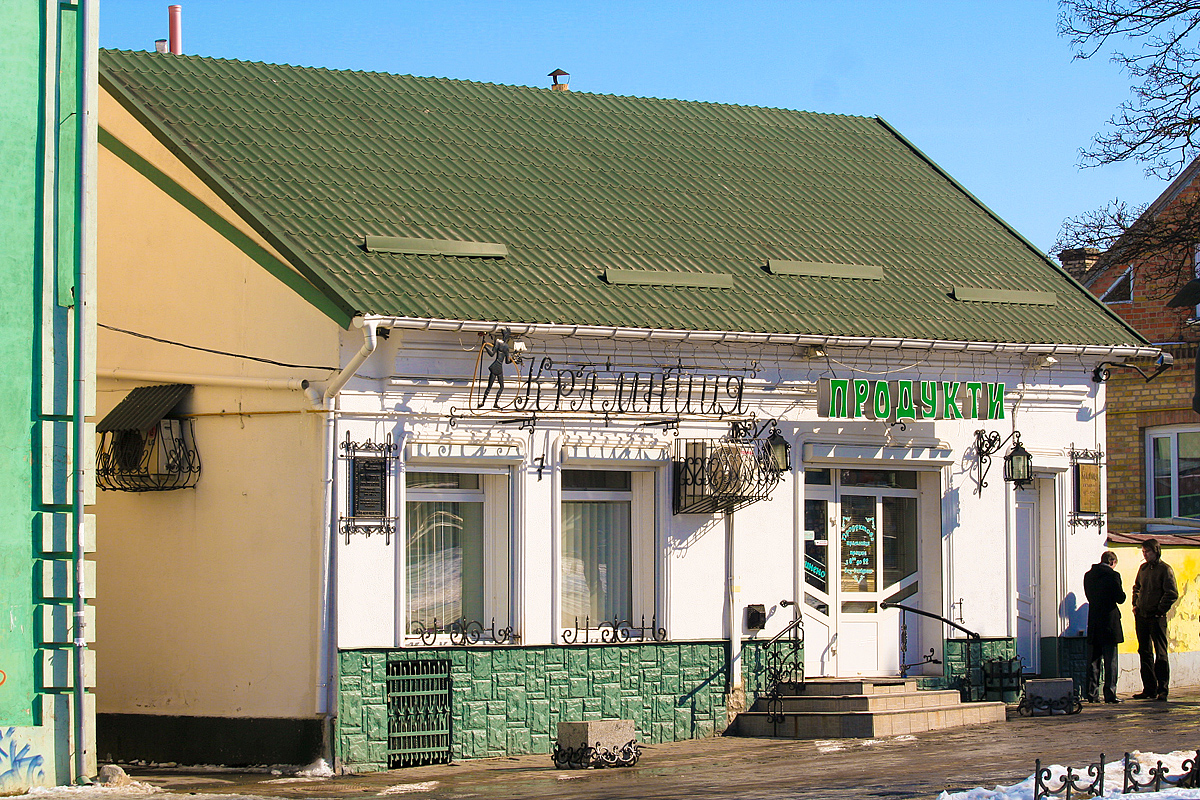
Altes Gebäude
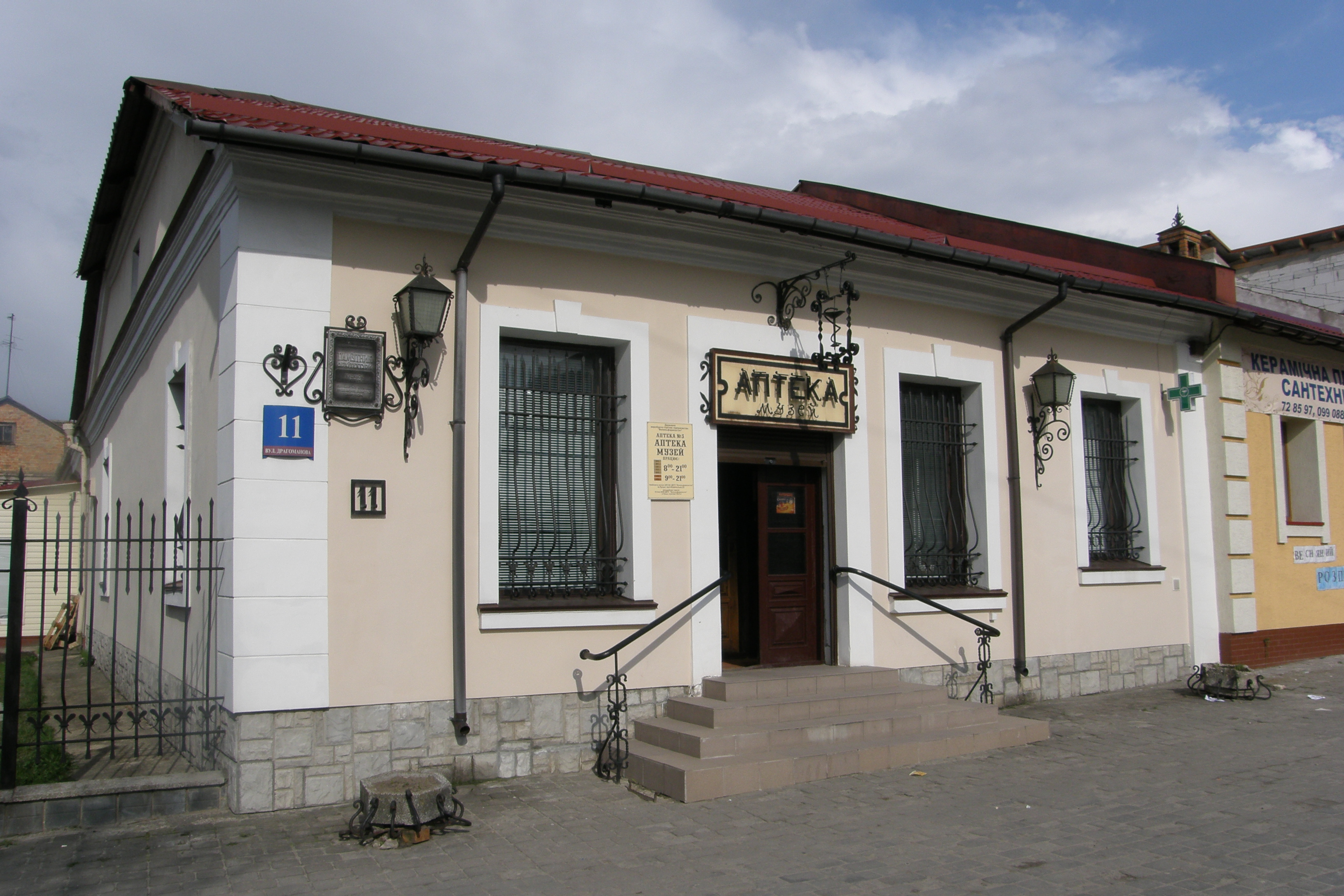
Apothekenmuseum